# زیلارد (دهانه)
زیلارد یک دهانه برخوردی در ماه‌ است.

## دهانه‌های اقماری
این دهانه ۲ دهانه اقماری دارد.
| Szilard | عرض جغرافیایی | طول جغرافیایی | قطر          |
| ------- | ------------- | ------------- | ------------ |
| H       | ۳۲.۵° N       | ۱۰۸.۴° E      | ۵۰.۰ کیلومتر |
| M       | ۳۱.۱° N       | ۱۰۶.۶° E      | ۲۳.۰ کیلومتر |